# تيد دروري
تيد دروري (بالإنجليزية: Ted Drury)‏ هو لاعب هوكي جليد أمريكي، ولد في 13 سبتمبر 1971 في بوسطن في الولايات المتحدة.

## وصلات خارجية
- تيد دروري على موقع دوري الهوكي الوطني (الإنجليزية)
- تيد دروري على موقع قاعة مشاهير الهوكي (لاعب أن.إتش.أل) (الإنجليزية)
- تيد دروري على موقع EliteProspects.com (الإنجليزية)
- تيد دروري على موقع Eurohockey.com (الإنجليزية)
- تيد دروري على موقع HockeyDB.com (الإنجليزية)
- تيد دروري على موقع Hockey-Reference.com (الإنجليزية)
- تيد دروري على موقع أوليمبيديا (الإنجليزية)